# Itozono Wasaburō
Itozono Wasaburō (japanisch 糸園 和三郎; geb. 4. August 1911 in Nakatsu, Präfektur Ōita; gest. 15. Juni 2001) war ein japanischer Maler im westlichen Stil (Yōga) während der Shōwa-Zeit.

## Leben und Werk
Itozono war dritter Sohn des Kaufmanns Itozono Tatsujirō. Im Alter von elf Jahren erlitt er eine Knochenentzündung, die jede weitere Schulausbildung verhinderte. 1927 konnte er mit der Unterstützung seines Vaters nach Tōkyō gehen, wo er an der privaten Kawabata-Kunstschule (川端画学校 Kawabata gagakkō) Malerei studierte. Anschließend bildete er sich unter Maeta Kanji weiter. Auf der achten jährlichen Ausstellung der Künstlervereinigung Shunyō-kai (春陽会) im Jahr 1930 konnte er zum ersten Mal ausstellen, und zwar sein Bild „Rote Lilien“ (赤い百合 Akai yuri).
Ab dem folgenden Jahr stellte er aus bei der „Unabhängigen Kunstvereinigung“ (独立美術協会 Dokuritsu bijutsu kyōkai). 1933 gründete Itozono, zusammen mit Tsukahara Seiichi und anderen, die Vereinigung Shiki-kai. Im folgenden Jahr änderte man, im Zusammenhang mit der Aufnahme des Schriftstellers Saitō Chōzō (斎藤 長三; 1910–1994), den Gruppennamen in „Dekorativbild“ (飾画 Kazari-e). Von dieser Zeit an wurde Itozono vom Surrealismus beeinflusst, so dass er sich 1939 an der Gründung der Künstlerischen Kulturgesellschaft (美術文化協会, Bijutsu bunka kyōkai) beteiligte. Diese Gesellschaft um den Maler Fukuzawa Ichirō (福沢 一郎; 1898–1992) beschäftigte sich dann auch vor allem mit Surrealismus und abstrakter Kunst.
1943 beteiligte sich Itozono, zusammen mit Ai Mitsu, Matsumoto Shunsuke, Asō Saburō und anderen, an der Gründung der „Vereinigung neuer Künstler“ (新人画会 Shinjin-gakai), eine Gruppe, die sich um den Maler Inoue Chōzaburō (井上 長三郎, 1906–1995) scharte. 1945 verlor Itozono während des Pazifikkrieges fast sämtliche Bilder bei den Luftangriffen auf Tōkyō.
1947 schloss sich Itozono der „Vereinigung freier Künstler“ (自由画家協会 Jiyū gaka kyōkai) an, verließ diese aber 1964 und arbeitete von da ab als Künstler ohne Mitglied einer Gruppe zu sein. In dieser Zeit nahm er 1957 an der vierten Biennale von São Paulo mit den Bildern „Vogelfangende Frau“ (鳥を捕らえる女 Tori o toraeru onna) und „Mauer“ (壁 Kabe) teil und gewann im selben Jahr auf der vierten Internationalen Kunstausstellung in Japan den Kasaku-Preis (佳作賞). Auf der achten „Ausstellung gegenwärtiger japanischer Kunst“ (現代日本美術展 Nihon kokusai bijutsu-ten) gewann er einen Preis für das Bild „Die Wand des Vogels“ (鳥の壁 Tori no kabe) 1968 wurden Itozonos Werke auf der „Ausstellung der Kunst der Gegenwart“ (現代美術展 Gendai bijutsu-ten), nämlich „Schwarzes Wasser“ (黒い水 Kuroi mizu) und „Gelbes Wasser“ (黄色い水 Kiiroi mizu) mit dem von Herrn K. gestifteten Preis (K氏賞 K-shi shō) ausgezeichnet.
Itozono nahm Motive aus dem Alltagsleben auf, aber zugleich schuf er tief symbolische Werke mit einer poetischen Note. 1972 wurde Itozono mit dem Yasui-Preis, benannt nach dem Maler Yasui Sōtarō, ausgezeichnet. 1978 wurde im Städtischen Museum von Kitakyūshū in einer großen Ausstellung nahezu 140 von Itozonos Werken gezeigt, von den frühesten bis zu den neuesten. 2021 veranstaltete das Oita Prefectural Art Museum wie auch das Nakatsu History Museum anlässlich seines 110. Geburtstags eine umfangreiche Gedenkausstellung.